# Villeroy, Yonne
Villeroy är en kommun i departementet Yonne i regionen Bourgogne-Franche-Comté i norra Frankrike. Kommunen ligger i kantonen Chéroy som tillhör arrondissementet Sens. År 2022 hade Villeroy 385 invånare.

## Befolkningsutveckling
Antalet invånare i kommunen Villeroy
| Referens: INSEE |